# Nógrád (miejscowość)

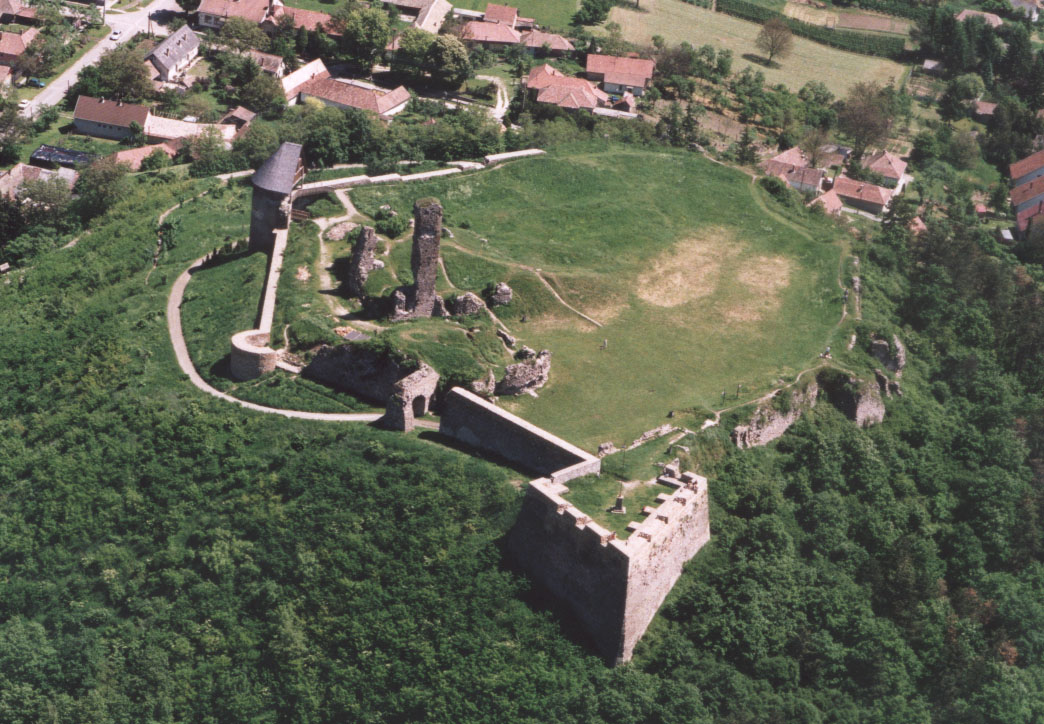
zamek w Nógrádzie

Nógrád (słow. Novohrad) – wieś i gmina w północnej części Węgier, w pobliżu miasta Rétság. Miejscowość leży na obszarze Średniogórza Północnowęgierskiego, w pobliżu granicy ze Słowacją. Administracyjnie należy do powiatu Rétság, wchodzącego w skład komitatu Nógrád.
We wsi znajdują się pozostałości zamku.
Gmina Nógrád liczy 1572 mieszkańców (2009) i zajmuje obszar 29,54 km².